# Hugh Mitchell (Schauspieler)

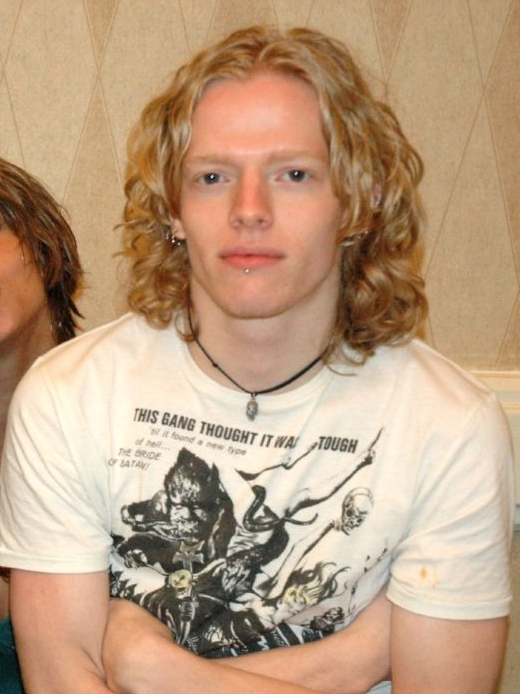
Hugh Mitchell (2008)

Hugh Mitchell (* 7. September 1989 in Winchester) ist ein englischer Filmschauspieler.

## Leben
Mitchell wuchs in Winchester auf und besuchte von 1999 bis 2003 die Pilgrims School. Nach dieser Zeit besuchte er von 2003 bis 2006 die King Edward VI School in Southampton und später das Peter Symonds College.
Seinen ersten Auftritt hatte er in dem Film Harry Potter und die Kammer des Schreckens, wo er den von Harry Potter begeisterten Erstklässler Colin Creevey verkörperte. Diese Rolle brachte ihm größere Bekanntheit ein. An den späteren Harry-Potter-Filmen wirkte er aufgrund eines Wachstumsschubes, der für seine Figur unpassend war, nicht mit. Stattdessen wurde eine ähnliche, von William Melling verkörperte Figur namens Nigel Wolpert eingebaut. Dennoch erhielt Mitchell in den folgenden Jahren viele Rollen, insbesondere im britischen Fernsehen.
Hugh Mitchell setzte seine Schauspielkarriere bis ins Erwachsenenalter fort, unter anderem war er 2015 in der Serie Kommissar Wallander an der Seite von Kenneth Branagh zu sehen. Inzwischen arbeitet er als professioneller Fotograf.

## Filmografie (Auswahl)
- 2002: Harry Potter und die Kammer des Schreckens (Harry Potter and the Chamber of Secrets)
- 2002: Nicholas Nickleby
- 2003: State of Mind (The United States of Leland)
- 2003: Davids wundersame Welt (Wondrous Oblivion)
- 2003: Henry VIII
- 2005: Tom Brown’s Schooldays
- 2005: Beneath the Skin
- 2006: Judge John Deed (Fernsehserie, 1 Folge)
- 2006: The Da Vinci Code – Sakrileg (The Da Vinci Code)
- 2007: Waking the Dead – Im Auftrag der Toten (Waking the Dead, Fernsehserie, 2 Folgen)
- 2009: Tormented
- 2010: Life of Riley (Fernsehserie, 1 Folge)
- 2012: The Last Weekend
- 2012: Parade’s End – Der letzte Gentleman (Parade’s End, Fernsehserie, 1 Folge)
- 2013: The White Queen (Fernsehserie, 2 Folgen)
- 2013: Whitechapel (Fernsehserie, 1 Folge)
- 2015: Holby City (Fernsehserie, 1 Folge)
- 2015: Kommissar Wallander: Lektionen der Liebe (Fernsehserie, 1 Folge)